# Escudo de Anguila
El escudo de Anguila fue adoptado el 30 de mayo de 1980. En este escudo figuran, en un campo de plata con una franja de azur en la punta, tres delfines de oro colocados formando un círculo en la parte central del escudo y representados esquemáticamente.
El color blanco (plata en terminología heráldica) del escudo, es el símbolo tradicional de la paz y el azul (azur) representa el mar.
Los tres delfines fueron utilizados como emblema por el movimiento de liberación de Anguila que buscó su unión con otras islas del Caribe, como se puede apreciar en la bandera de Los Tres Delfines. Los tres delfines simbolizan la amistad, la sabiduría y la fuerza y aparecen formando un círculo como símbolo de continuidad.
El escudo figura en la bandera de Anguila.

## Historia
Anguila se convirtió en una colonia del Reino de Inglaterra en 1650, cuando los colonos de San Cristóbal se mudaron a la isla. Una unión legislativa entre las dos islas se estableció más tarde en 1825, a pesar de la vehemente oposición de los propietarios libres de Anguila sobre el arreglo de que San Cristóbal apruebe leyes para ambas áreas. Los anguilanos apelaron al gobierno británico en 1872 pidiendo el fin de la unión y el gobierno directo, pero esto fue ignorado. Una década después, una ley federal resultó en la fusión de San Cristóbal, Nieves y Anguila bajo la federación británica de las Islas de Sotavento.
La federación de las Islas de Sotavento fue disuelta en 1956 y San Cristóbal, Nieves y Anguila se unieron a la Federación de las Indias Occidentales como entidad política unitaria cuando fue creada dos años después. Las tres islas se convirtieron en Estado Asociado en 1967,  
cinco años después de la disolución de la federación. Sin embargo, esto fue una vez más en contra de la voluntad del pueblo anguilano. En consecuencia expulsaron a la policía de San Cristóbal, se separó de la unión y declaró la República de Anguila. Durante este tiempo, una bandera con tres delfines naranjas y una franja azul en la parte inferior (apodada la bandera de los Tres Delfines) fue adoptada extraoficialmente como la bandera del estado no reconocido. El dominio británico pronto fue restaurado y la Ley de Anguila de 1971 colocó la isla bajo el gobierno directo desde Londres. Nueve años después, Anguila recibió su propia constitución y su unión con San Cristóbal y Nieves terminó oficialmente.
La constitución del territorio fue enmendada en 1990, y una nueva bandera fue izada por primera vez el 30 de mayo de ese año. Consistía en una enseña azul con un escudo que incorporaba el diseño de la bandera de los Tres Delfines. Más tarde ese mismo año, el 27 de noviembre, se emitió una Carta Real concediendo a Anguila su propio escudo. En el período previo al cincuentenario de la Revolución Anguilana en 2017, se elaboró una propuesta para aumentar el escudo de armas con una cimera y dos soportes, junto con el lema del territorio. El diseño fue presentado para su aprobación en marzo de ese año, con el Colegio de Armas supervisando sus aspectos técnicos.